# 臨戦対策協議会
臨戦対策協議会は 日本統治時代の朝鮮で組職された団体である。
1941年8月に日中戦争時局に対する協助のために「三千里」社長である金東煥（김동환）が中心になって組織した. 金東煥が8月25日に各界人士約200人を京城府民館に招待した後、臨戦体制下で自発的に皇国臣民化運動を実践することができる方法に対して長期間の間論議して、実践活動のための常設組職として臨戦対策協議会が結成された。
この時尹致昊の朗読した決議文は次の通り。
臨戦対策協議会の実践方針は次の通り。
1. 物質、労務供出の徹底化
2. 国民生活を最低標準に引下げ
3. 戦時奉公の義勇化

尹致昊や崔麟などの主導で結成2ヶ月後に同じような性格の団体である興亜報国団と合併して朝鮮臨戦報国団を結成することで解体された。
主要活動は戦争経費動員のために名士たちを動員して債券街頭遊撃隊を組織した事と、演説会を持って貯金報国運動をしたことなどである。
債券街頭遊撃隊は約70名の社会著名人が参加した。会員たちは京城府の11ヶ所に派遣されて通りで直接1ウォンの少額債券を販売した。掛け声は「銃後奉公は債券から」だった。

## 参考資料
- 친일인명사전편찬위원회 （2004年12月27日）. 《일제협력단체사전 - 국내 중앙편》. 서울: 민족문제연구소. ISBN 8995330724